# Bruno Giorgi (voetballer)
Bruno Giorgi (Pavia, 20 november 1940 – Reggio nell'Emilia, 22 september 2010) was een Italiaans voetballer en voetbalcoach, die als verdediger actief was voor AC Reggiana en US Palermo. Na zijn actieve loopbaan stapte hij het trainersvak in. Giorgi had diverse Italiaanse clubs onder zijn hoede, waaronder Modena, Padova, Brescia, Atalanta Bergamo en Cagliari.